# Oleksandr Zintchenko
Pour les articles homonymes, voir Zintchenko.
Oleksandr Volodymyrovytch Zinchenko (en ukrainien : Олександр Володимирович Зінченко), né le 15 décembre 1996 à Radomychl dans l'oblast de Jytomyr, en Ukraine, est un footballeur international ukrainien, qui joue au poste de milieu de terrain ou de défenseur à l'Arsenal FC.

## Biographie

### Carrière en club

#### Chakhtar Donetsk (2009-2015)
Il participe avec les moins de 19 ans à l'League  1 lors de la saison 2013-2014. Lors de cette compétition, il inscrit un but contre l'équipe de Manchester United.

#### FK Oufa (2015-2016)
Ne disputant aucun match avec l'équipe professionnelle, il demande un transfert par manque de temps de jeu. Le 20 mars 2015, il s'engage en Russie, avec le club du FK Oufa.
Il joue son premier match professionnel le 20 mars 2015 contre Krasnodar , entré à la mi-temps. Zintchenko est titulaire pour la première fois contre Arsenal Toula le 12 avril 2015.
Le 25 juillet 2015, il marque son premier but face à Rostov lors d' une défaite 2-1. Le weekend suivant, il délivre une passe décisive. Zintchenko enchaine les titularisations à partir de sa deuxième saison en pro au point d' être supervisé par de nombreux clubs européens et d' être sélectionné pour l'Euro.

#### Manchester City (2016-2022)
Le 4 juillet 2016, il s'engage avec Manchester City contre un montant de deux millions d'euros. 
Le 24 octobre 2017, il joue son premier match avec les Citizens contre Wolverhampton (victoire 4-1) en coupe de la ligue.
Olexandr Zintchenko joue son premier match en Premier League le 17 décembre 2017 face à Swansea. Zintchenko est pour la première fois titulaire en Ligue des champions le 7 mars 2018 face à Bâle.
Le 30 décembre 2018 Zintchenko est buteur face à Southampton.

#### Prêt au PSV Eindhoven (2016-2017)
Le 26 août 2016, il est prêté au PSV Eindhoven pour une saison.
Le 1er octobre 2016 face à Heerenveen, il entre en jeu à 34 minutes de la fin pour son premier match.

#### Arsenal FC (depuis 2022-)
Le 20 juillet 2022, il signe un contrat de quatre ans dans l'un des clubs de Londres, à Arsenal, soit jusqu'en 2026.

### Carrière en équipe nationale
Zintchenko participe avec les moins de 19 ans au championnat d'Europe des moins de 19 ans 2015 organisé en Grèce.
Il reçoit sa première sélection en équipe d'Ukraine le 12 octobre 2015, à l'occasion d'un match face à l'Espagne comptant pour les éliminatoires de l'Euro 2016 (défaite 0-1).
Le 29 mai 2016, il inscrit son premier but en équipe nationale, contre la Roumanie lors d'un match amical (victoire 4-3).
Il fait partie des 23 joueurs ukrainiens retenus par le sélectionneur Mykhaïlo Fomenko afin de disputer l'Euro 2016 organisé en France.
En juin 2021, il fait partie de la liste des 26 joueurs convoqués par Andriy Chevtchenko pour disputer l'Euro 2020. Il s'illustre dans la compétition en ouvrant le score face à la Suède en 1/8e de finale, contruibuant à la victoire des siens. 
En mai 2024, il fait partie de la liste des 26 joueurs convoqués par Serhiy Rebrov en vue de l'Euro 2024. 

## Statistiques

### Statistiques en club
| Saison                | Club                  | Championnat           | Championnat | Championnat | Championnat | Coupe nationale | Coupe nationale | Coupe nationale | Coupe de la Ligue | Coupe de la Ligue | Coupe de la Ligue | Supercoupe | Supercoupe | Supercoupe | Compétition(s) continentale(s) | Compétition(s) continentale(s) | Compétition(s) continentale(s) | Compétition(s) continentale(s) | Total | Total | Total |
| Saison                | Club                  | Division              | M.          | B.          | P.d.        | M.              | B.              | P.d.            | M.                | B.                | P.d.              | M.         | B.         | P.d.       | Comp.                          | M.                             | B.                             | P.d.                           | M.    | B.    | P.d.  |
| 2014-2015             | FK Oufa               | Premier-Liga          | 7           | 0           | 0           | -               | -               | -               | -                 | -                 | -                 | -          | -          | -          | -                              | -                              | -                              | -                              | 7     | 0     | 0     |
| 2015-2016             | FK Oufa               | Premier-Liga          | 24          | 2           | 4           | 2               | 0               | 0               | -                 | -                 | -                 | -          | -          | -          | -                              | -                              | -                              | -                              | 26    | 2     | 4     |
| Sous-total            | Sous-total            | Sous-total            | 31          | 2           | 4           | 2               | 0               | 0               | -                 | -                 | -                 | -          | -          | -          | -                              | -                              | -                              | -                              | 33    | 2     | 4     |
| 2016-2017             | PSV Eindhoven (prêt)  | Eredivisie            | 12          | 0           | 4           | 1               | 0               | 0               | -                 | -                 | -                 | -          | -          | -          | C1                             | 4                              | 0                              | 0                              | 17    | 0     | 4     |
| 2017-2018             | Manchester City       | Premier League        | 8           | 0           | 0           | 1               | 0               | 0               | 4                 | 0                 | 0                 | -          | -          | -          | C1                             | 1                              | 0                              | 0                              | 14    | 0     | 0     |
| 2018-2019             | Manchester City       | Premier League        | 14          | 0           | 3           | 4               | 0               | 0               | 6                 | 1                 | 0                 | -          | -          | -          | C1                             | 5                              | 0                              | 2                              | 29    | 1     | 5     |
| 2019-2020             | Manchester City       | Premier League        | 19          | 0           | 0           | 1               | 1               | 0               | 2                 | 0                 | 0                 | 1          | 0          | 0          | C1                             | 2                              | 0                              | 0                              | 25    | 1     | 0     |
| 2020-2021             | Manchester City       | Premier League        | 20          | 0           | 0           | 1               | 0               | 0               | 2                 | 0                 | 1                 | -          | -          | -          | C1                             | 9                              | 0                              | 1                              | 32    | 0     | 2     |
| 2021-2022             | Manchester City       | Premier League        | 15          | 0           | 4           | 4               | 0               | 0               | 1                 | 0                 | 0                 | -          | -          | -          | C1                             | 8                              | 0                              | 0                              | 28    | 0     | 4     |
| Sous-total            | Sous-total            | Sous-total            | 76          | 0           | 7           | 11              | 1               | 0               | 15                | 1                 | 1                 | 1          | 0          | 0          | -                              | 25                             | 0                              | 3                              | 128   | 2     | 11    |
| 2022-2023             | Arsenal FC            | Premier League        | 27          | 1           | 2           | 2               | 0               | 0               | 1                 | 0                 | 0                 | -          | -          | -          | C3                             | 3                              | 0                              | 0                              | 33    | 1     | 2     |
| 2023-2024             | Arsenal FC            | Premier League        | 27          | 1           | 2           | -               | -               | -               | 2                 | 0                 | 0                 | -          | -          | -          | C1                             | 6                              | 0                              | 0                              | 35    | 1     | 2     |
| 2024-2025             | Arsenal FC            | Premier League        | 15          | 0           | 0           | -               | -               | -               | 2                 | 0                 | 0                 | -          | -          | -          | C1                             | 6                              | 1                              | 0                              | 23    | 1     | 0     |
| Sous-total            | Sous-total            | Sous-total            | 69          | 2           | 4           | 2               | 0               | 0               | 5                 | 0                 | 0                 | -          | -          | -          | -                              | 15                             | 1                              | 0                              | 91    | 3     | 4     |
| Total sur la carrière | Total sur la carrière | Total sur la carrière | 188         | 4           | 19          | 16              | 1               | 0               | 20                | 1                 | 1                 | 1          | 0          | 0          | -                              | 44                             | 1                              | 3                              | 269   | 7     | 23    |

### En sélection nationale
| Saison                | Sélection             | Phases finales        | Phases finales | Phases finales | Phases finales | Éliminatoires | Éliminatoires | Éliminatoires | Ligue des nations | Ligue des nations | Ligue des nations | Matchs amicaux | Matchs amicaux | Matchs amicaux | Total | Total | Total |
| Saison                | Sélection             | Compétition           | M              | B              | Pd             | M             | B             | Pd            | M                 | B                 | Pd                | M              | B              | Pd             | M     | B     | Pd    |
| --------------------- | --------------------- | --------------------- | -------------- | -------------- | -------------- | ------------- | ------------- | ------------- | ----------------- | ----------------- | ----------------- | -------------- | -------------- | -------------- | ----- | ----- | ----- |
| 2015-2016             | Ukraine               | Euro 2016             | 3              | 0              | 0              | 1             | 0             | 0             | -                 | -                 | -                 | 2              | 1              | 0              | 6     | 1     | 0     |
| 2016-2017             | Ukraine               | -                     | -              | -              | -              | 4             | 0             | 0             | -                 | -                 | -                 | 1              | 0              | 0              | 5     | 0     | 0     |
| 2017-2018             | Ukraine               | -                     | -              | -              | -              | 2             | 0             | 0             | -                 | -                 | -                 | 4              | 0              | 0              | 6     | 0     | 0     |
| 2018-2019             | Ukraine               | -                     | -              | -              | -              | 4             | 0             | 1             | 4                 | 1                 | 0                 | 2              | 0              | 0              | 10    | 1     | 1     |
| 2019-2020             | Ukraine               | -                     | -              | -              | -              | 3             | 1             | 0             | -                 | -                 | -                 | 1              | 1              | 0              | 4     | 2     | 0     |
| 2020-2021             | Ukraine               | Euro 2020             | 5              | 1              | 1              | 3             | 0             | 1             | 3                 | 1                 | 0                 | 2              | 1              | 0              | 13    | 3     | 2     |
| 2021-2022             | Ukraine               | -                     | -              | -              | -              | 4             | 1             | 1             | 2                 | 0                 | 0                 | 2              | 0              | 0              | 8     | 1     | 1     |
| 2022-2023             | Ukraine               | -                     | -              | -              | -              | 1             | 0             | 0             | -                 | -                 | -                 | -              | -              | -              | 1     | 0     | 0     |
| 2023-2024             | Ukraine               | Euro 2024             | 3              | 0              | 1              | 7             | 1             | 1             | -                 | -                 | -                 | 3              | 0              | 0              | 13    | 1     | 2     |
| 2024-2025             | Ukraine               | -                     | -              | -              | -              | -             | -             | -             | 5                 | 1                 | 1                 | 2              | 2              | 0              | 7     | 3     | 1     |
| Total sur la carrière | Total sur la carrière | Total sur la carrière | 11             | 1              | 2              | 29            | 3             | 4             | 14                | 3                 | 1                 | 19             | 5              | 0              | 73    | 12    | 7     |

## Palmarès

### En club
| Manchester City (10) | Arsenal FC                                                        |
| --- | ----------------------------------------------------------------- |
| - Ligue des champions : - Finaliste : 2021 - Championnat d'Angleterre : - Champion : 2018, 2019, 2021 et 2022 - Vice-champion : 2020 - Coupe d'Angleterre : - Vainqueur : 2019 - Coupe de la Ligue : - Vainqueur : 2018, 2019, 2020 et 2021 - Community Shield : - Vainqueur : 2019 | - Championnat d'Angleterre : - Vice-champion : 2023, 2024 et 2025 |

### Distinction individuelle
- Membre de l'équipe type de Premier League en 2023[11]